# جامعة غكمن
جامعة غكمن (بالهانغل: 국민대학교، وبالهانجا: 國民大學校) هي جامعة خاصة تقع في سول عاصمة كوريا الجنوبية. تأسست جامعة غكمن في عام 1946 لتكون أول جامعة وطنية خاصة بعد أن تحررت كوريا الجنوبية من اليابان.

## معرض الصور

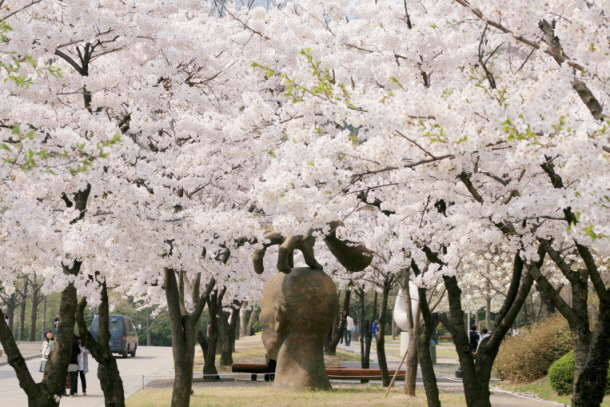
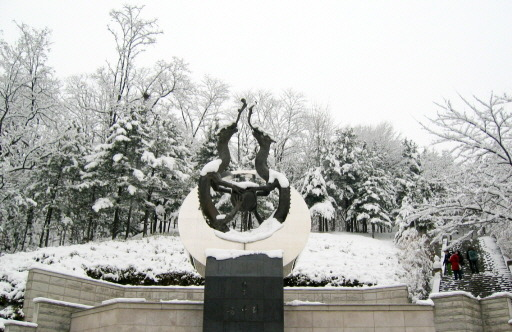
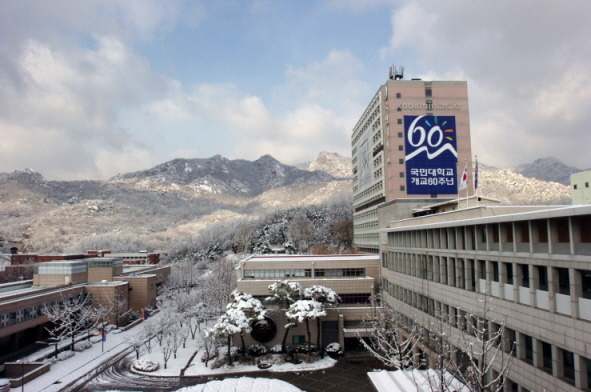

## وصلات خارجية
- الموقع الإلكتروني